# Кларов, Юрий Михайлович
Юрий Михайлович Кларо́в (4 февраля 1929, Киев — 18 декабря 1991) — русский советский писатель, киносценарист и журналист, юрист. Член Союза писателей и Союза журналистов СССР.

## Биография
В 1951 году окончил Московский юридический институт. Работал в Архангельской коллегии адвокатов, был юрисконсультом.

## Творчество
Дебютировал в 1957 году, когда его рассказы, очерки и статьи стали печататься в центральных газетах и журналах.
Автор многих детективных повестей и романов, историко-приключенческой прозы. Основная тема произведений — будни советской милиции. Ряд произведений написал совместно с Анатолием Безугловым. Многие произведения писателя переведены в республиках СССР и за границей.
Книги писателя выходили в альманахе «Мир Приключений».

## Избранная библиография
- Печать и колокол (Рассказы старого антиквара): Историко-приключенческие новеллы. (1981) Сборник
- Пять экспонатов из музея уголовного розыска. (1985) Повесть
- Чёрный треугольник. (Розыск — 1). (1991) Роман
- Станция назначения — Харьков. (Розыск — 2). (1991) Роман
- Сафьяновый портфель. (1987)
- Всегда начеку
- За строкой приговора…
- Конец Хитрова рынка. Повесть (с А. Безугловым)
- В полосе отчуждения. Повесть (с А. Безугловым)
- Покушение. Повесть (с А. Безугловым)
- Арестант пятой камеры
- Перстень-талисман

По произведениям писателя сняты детективные киноленты «Дела давно минувших дней…» (1972) и «Чёрный треугольник» (1981).